# Coptoprepes
Coptoprepes là một chi nhện trong họ Anyphaenidae.